# 弗雷斯诺阿尔安迪加
弗雷斯诺阿尔安迪加，是西班牙卡斯蒂利亚-莱昂萨拉曼卡省的一个市镇。 总面积13平方公里，总人口293人（2001年），人口密度23人/平方公里。